# HD 211242
HD 211242，又名BD+62 2053，SAO 19948、HR 8490，是一颗恒星，视星等为6.11，位于銀經106.2，銀緯5.53，其B1900.0坐标为赤經22h 10m 40.8s，赤緯+62° 5.53′ 58″。